# コミックマスター
『コミックマスター』 (Comic Master) は、ファミリーソフト編集・ホビージャパン発行で1990年6月から1996年11月まで刊行された定期刊行のアンソロジーコミック。

## 沿革
1990年6月の発刊時は不定期刊で、1991年より隔月刊化。1992年6月より偶数月は別冊「コミックマスターエクストラ」を発行するようになる。1994年5月のコミックマスター20でエクストラを統合して、以降は月刊化した。
掲載作品はコンピュータゲームのアンソロジー作品が中心で、他にオリジナル作品の連載もあった。一部の連載作品はコミックマスターと同じA5判仕様でホビージャパンコミックスレーベルより単行本が発売されている。
また連載作以外でも人気タイトルのアンソロジー作品は後にまとめられ、「アミューズメント・アンソロジーシリーズ」としてホビージャパンコミックスレーベルにて単行本化がなされた。

## 主な連載作品

### オリジナル
- アップルパラダイス（竹本泉） → 休刊後、RPGマガジンへ移籍
- サンド・ホリー西へ!（長谷川裕一）[1]
- 熱血! 大冒険大陸（茶々組）
- 楽園通信社綺談(PARADISE BRANCH)（佐藤明機）
- ビブリオテーク・リヴ（佐藤明機）
- ぴ・あ・す1（永野あかね）
- 賽の目繁盛記（Dr.モロー）
- グローランサ紀行（たいらはじめ）
- 宇宙おてつだい☆やよいさん（原作：藤浪智之、漫画：佐々木亮）
- MISSING GATE（米村孝一郎）
- ガントレット・レジオン（嵯峨栗生）
- エクリプス（堀部秀郎）
- 神幻暗夜行（長谷川哲也）
- アラビアンナイト（長谷川哲也）

### メディアミックス
- 卒業 〜Graduation〜 みんなでParty（高松亜矢）
- 負けるな!魔剣道（吉田裕之）
- ゆみみみっくすアンコール（竹本泉）